# Mechthild Flury-Lemberg
Mechthild Flury-Lemberg (ur. 1929 w Hamburgu) – szwajcarska konserwator tekstyliów.

## Życiorys
Studiowała wzornictwo tekstylne w Hamburgu oraz historię sztuki w Kiel i Monachium. Pracowała jako konserwator w Muzeum Narodowym w Bawarii i Muzeum Historycznym w Brnie.
W latach 2001/02 prowadziła prace konserwatorskie przy Całunie Turyńskim. Dowiodła tego, że płótno, jego splot i sposób wykonania są identyczne jak płótna odnajdywane w grobach w Masadzie datowanymi na 40-73 r. n.e.
Prowadziła również prace konserwacyjne przy historycznych szatach takich osób jak: Franciszek z Asyżu, Antoni z Padwy, Sigismondo Pandolfo Malatesta i król Rudolf III Habsburg.
W 1989 otrzymała Order Zasługi Republiki Federalnej Niemiec. Mieszka w Bernie.